# Fremmedarbejderbladet
Fremmedarbejderbladet (engelsk: The Foreign Worker Journal / Foreign Workers' Paper, tyrkisk: Yabanci Ișc̦iler Gazetesi, serbokroatisk: List Stranih Radnika, arabisk: صحيفة العامل المغترب) var et månedligt tidsskrift, der blev udgivet fra 1971 til 1977. Bladet var tilgængeligt på dansk, tyrkisk, og serbokroatisk fra 1971-1977, på arabisk fra 1971-1972, på urdu fra 1971-1972 og 1973-1977, og på engelsk fra 1972-1973. Ole Hammer var chefredaktør. Bladet var målrettet fremmedarbejdere, som kom til Danmark fra 1960'erne og 1970'erne fra Tyrkiet, Jugoslavien, Pakistan, Mellemøsten og Nordafrika (sammenligneligt med Gastarbeiter i Tyskland), og handlede om bolig, overenskomstforhandlinger, arbejdstilladelser, arbejdsvilkår, og dansk kultur.
Fremmedarbejderbladet blev finansieret af Dansk Arbejdsgiverforening, LO, Dansk Arbejdsmands- og Specialarbejderforbund (SiD), Arbejdsministeriet (Beskæftigelsesministeriet), Mellemfolkeligt Samvirke, Dansk Smede- og. Maskinarbejderforbund (Dansk Metal), og via fra reklamer og abonnementer.